# Laarbeek
Laarbeek ( udtale ?) er en kommune og en by i den sydlige provins Noord-Brabant i Nederlandene.
Sangeren Guus Meeuwis (født 1972) er født i denne kommune.

## Eksterne links
- Wikimedia Commons har flere filer relateret til Laarbeek
- Kommunens hjemmeside (nederlandsk/hollandsk)
- Google maps (nederlandsk/hollandsk)

51°30′58″N 5°37′16″Ø / 51.516°N 5.621°Ø